# 裡冷溪
裡冷溪位於台灣中部，為大甲溪的支流，流域分佈於台中市和平區博愛里。

## 介紹
裡冷溪終年水量穩定，水質清澈，溪床落差形成幾處簾幕水瀑。溪畔一處垂直斷層岩壁，是台灣獨一無二的地質景觀，此岩壁被裡冷部落族人視為聖璧，會在此為嬰兒受洗，相傳可以庇祐小孩平安，因此石壁更添神秘不可褻瀆的地位。中游一處因地震而露出的碳酸鐵泉泉頭，流過之處，河床呈現褐紅，碳酸鐵泉富含礦物質。
裡冷溪下游溪床平緩，在裡冷橋週遭，假日吸引許多夏日戲水的遊客，溪邊鄰近裡冷林道，種植許多蝴蝶寄生植物及蜜源植物，因此，溪床吸引多種鳳蝶，青斑鳳蝶、玉帶鳳蝶、青帶鳳蝶、大鳳蝶、烏鴉鳳蝶、黑鳳蝶駐留，是一處觀察鳳蝶生態的重要據點。

## 限制

### 護魚禁漁
台中市政府公告自2017年6月1日起，包含裡冷溪等15條溪流禁止任何捕魚行為。
然而公告內容僅限制捕魚活動，並無限制遊客戲水，裡冷部落內的居民保護溪流的行動只能以透過柔性勸導的方式勸離遊客，而不具備法律強制性。